# Žikina ženidba
Žikina ženidba (takođe poznat kao Lude godine 10 ili Žikina dinastija 4). Snimljen je 1992. godine u režiji Zorana Čalića.

## Radnja
Milan nagovara Žiku da se oženi a da bi došli do odgovarajuće kandidatkinje rešili su da daju oglas u svim domaćim i stranim novinama. Od Slovenije do Brazila ponude na VHS kasetama neprestano stižu. A da Žika ne pogreši pri konačnom izboru mlade, Milan mu je ponudio svoje lektorsko znanje i umeće. Žika shvata o čemu se radi i pravi smicalice svom prijatelju Milanu.

## Uloge
| Glumac                 | Uloga                  |
| Dragomir Gidra Bojanić | Žika Pavlović          |
| Marko Todorović        | Milan Todorović        |
| Jelena Žigon           | Jelena Todorović       |
| Olivera Marković       | klozetarka (Baba Sera) |
| Radmila Savićević      | dama sa kučetom        |
| Vuka Dunđerović        | Ruskinja               |
| Vesna Čipčić           | Elza                   |
| Snežana Savić          | Snežana                |
| Olivera Viktorović     | Striptizeta Violeta    |
| Melita Bihali          | Nemica                 |
| Zorica Atanasovska     | mlada                  |
| Vanesa Ojdanić         | Tuđmanka               |
| Ljuba Pavlović         | Poštar                 |

## Spoljašnje veze
- Žikina ženidba на веб-сајту  (језик: енглески)
- http://www.balkaniyum.tv/srpski/film/film-410-%8Eikina-%9Eenidba.shtml
- http://www.pravda.rs/2011/03/21/komedija-kao-zabava-za-narod/